# Бондаренко, Николай Григорьевич
Николай Григорьевич Бондаренко (28 октября 1928,
Сахновщинский район Харьковской области —  	29 марта 2014) — советский хозяйственный, государственный и политический деятель, Герой Социалистического Труда.

## Биография
Родился в 1928 году в селе Лебедевка. Член КПСС.
С 1954 года — на хозяйственной, общественной и политической работе. В 1954—1991 гг. — бригадир полеводческой бригады колхоза имени Горького Сахновщинского района Харьковской области Украинской ССР, участник опытной эксплуатации и усовершенствования комбайнов СК-4, «Нива», «Колос» завода «Ростсельмаш».
Указом Президиума Верховного Совета СССР от 8 апреля 1971 года присвоено звание Героя Социалистического Труда с вручением ордена Ленина и золотой медали «Серп и Молот».
Умер в селе Лебедевка в 2014 году.